# スムースタッチ
スムースタッチは、携帯電話端末に搭載されているポインティングデバイス。鳥取三洋電機（現: 三洋電機コンシューマエレクトロニクス）が開発し、同社製の携帯電話端末や、三洋電機製端末、京セラ製端末などに採用されている、タッチパッドの一種である。

## 特徴
携帯電話端末上のダイヤルキー上に実装されていることを大きな特徴とする。ノートパソコンのようなタッチパッドエリアを設けてしまうのは、小型化が要求される携帯電話端末には不適であるが、ダイヤルキー上に実装されていることにより、専用のタッチパッドエリアが不要となるので、従来の端末とほぼ変わりないサイズでタッチパッド機能が実現可能となる。
スムースタッチでは、下記の操作が可能となる。
スクロール&タップ
ダイヤルキーを上下になぞることにより、カーソルキーの代わりにスクロールが可能となる機能。また、キー上でタップ操作を行う事により決定キーと同等の操作となる。（対応機種：W42SA、W54SA、W61SA）
- W54SA以降では、ダイヤルキー端でタッチ操作を維持する事によりスクロール操作が維持されるスクロール&キープと、ダイヤルキー上で円を描くことによりスクロールや拡大縮小操作が可能なクルクルタッチが追加された。

スムースロック
4 - 8桁の暗証番号の代わりに2 - 4画の図形を描き、ロックを解除する機能。（対応機種：W42SA）
オートフォーカス
カメラ撮影中にダイヤルキーをタッチする事でオートフォーカスを行い、そのままキーを押し込むことで撮影する機能。（対応機種：W42SA、W54SA、W61SA）
手書き入力
ダイヤルキーに文字を書く事で手書き文字認識を行い、メールなどの文書を入力する機能。特定のなぞり方を行う事で変換・確定などの動作が行えるジェスチャー機能にも対応している。（対応機種：W42SA、W54SA、W61SA）
- W54SA以降では漢字入力に対応している。また、ひらがな・カタカナなどの入力モードを変更しなくてもよくなった）

クイズdeトレーニング
四字熟語の文字が一字抜けており、その漢字を手書き入力にて答えるクイズ。（対応機種：W54SA、W61SA）

## 他社の類似技術
シャープ…TOUCH CRUISER
初期の物はカーソルキーの上部にタッチパッド専用エリアが設けられていたが、改良版の光TOUCH CRUISERでは決定キー内部に内蔵される形となった。
NEC…ニューロポインター
タッチパッドではなく、決定キーをジョイスティックのように動かして操作する方式。
その他多くのメーカー: タッチパネル
画面を直接触る事により操作する方式。

## 搭載機種（2009年5月現在）
- 三洋電機コンシューマエレクトロニクス製 W42SA
- 三洋電機製 W54SA
- 京セラ製 W61SA